# Jack Castello
Jesús Movellán Varela (Torrelavega, 1905 – San Francisco, 1967), más conocido por Jack Castello  y en algunos títulos como Jack Castelló, fue un actor español que participó en varias películas de Hollywood, y fue uno de los cuatro protagonistas de El misterio de la Puerta del Sol, la segunda película sonora rodada en España, estrenada en 1930.

## Biografía
Jesús abandonó el hogar familiar en Torrelavega a los 15 años y emigró a América. Primero se estableció en México, donde tuvo varios oficios, principalmente mecánico de coches. En 1931 trabajó en la que sería su película más destacada en Hollywood, La fruta amarga, dirigida por Arthur Gregor y producida por Metro Goldwyn Mayer.

## Filmografía
- The Valley of Doubt (1920)
- La copla andaluza (1929)
- El suceso de anoche (1929)
- El misterio de la Puerta del Sol (1930)
- La fruta amarga (1931)
- In Spite of Danger (1935)
- One-way ticket (1935)
- Winner Take All (1939)